# ديفيد لويد (قصص مصورة)
ديفيد لويد (بالإنجليزية: David Lloyd)‏ مواليد سنة 1950، هو فنان قصص مصورة معروف بعمله كرسام توضيحي لرواية في - رمز الثأر التي كتبها آلان مور. بدأ عمله على القصص المصورة في أواخر السبعينات.

## وصلات خارجية
- الموقع الرسمي